# Dajčovo
Dajčovo is een Bulgaarse muziekterm voor een aksakritme (in de muziektheorie een term voor een onregelmatig metrisch verloop). 
Bij dajčovo gaat het om een 9-delige metrumsoort, die voornamelijk in vocale en instrumentale dansmuziek wordt gebruikt.
Het is een metrum, waarin groepen van 2 en 3 tonen (of pauzes) van gelijke lengte elkaar afwisselen, zoals:
| 2 + 2 + 2 + 3 |
| 2 + 2 + 3 + 2 |
| 3 + 2 + 2 + 2 |
Door de Turkse invloed in Europa heeft het aksakritme ook grote invloed gehad op de muziek in Griekenland, Hongarije, Roemenië en de Balkanlanden, zoals in Bulgarije, Noord-Macedonië, Servië en Kroatië.
Andere aksakritmes zijn račenica en lesnoto.